# Andrés Martínez
Andrés Martínez, vollständiger Name Andrés Javier Martínez Falazzini, (* 16. Oktober 1972 in Pando) ist ein ehemaliger uruguayischer Fußballspieler.

## Karriere

### Vereine
Der 1,86 Meter große Mittelfeldakteur Martínez gehörte zu Beginn seiner Karriere von 1990 bis Ende 1991 der Mannschaft von Peñarol Montevideo an. In diesem Zeitraum kam er bei den „Aurinegros“ in 71 Spielen der Primera División zum Einsatz und schoss zwei Tore. 1993 und 1994 wurde sein Verein Uruguayischer Meister. Anschließend spielte er für den spanischen Zweitligisten CA Osasuna. Von seinem Debüt am 4. Januar 1995 in der Partie gegen UD Salamanca in der Copa del Rey bis zu seinem letzten Einsatz am 18. Mai 1996 gegen SD Eibar bestritt er für die Spanier insgesamt 40 Zweitligapartien (fünf Tore) und fünf Begegnungen (zwei Tore) im nationalen Pokal. 1996 war der CA Cerro sein Arbeitgeber. Bei den Montevideanern stehen zwei Erstligaeinsätze für ihn zu Buche. 1997 lief Martínez 15-mal für Defensor Sporting in der höchsten uruguayischen Spielklasse auf und erzielte fünf Treffer. Es folgte 1997 eine Karrierestation bei US Lecce. Beim Klub aus Apulien wurde er erstmals am 5. Oktober 1997 gegen den AS Bari in der Serie A aufgestellt. Der letzte seiner zwölf persönlich torlosen Ligaeinsätze für Lecce datiert vom 25. Januar 1998 gegen Piacenza Calcio. Für die Rückrunde wechselte er zum FC Bologna, wo er lediglich in der am 8. März 1998 ausgetragenen Begegnung mit dem SSC Neapel eingesetzt wurde. Von 1998 bis 2001 gehörte Martínez dem Erstligakader von Defensor Sporting an und fand in diesem Karriereabschnitt in 64 Erstligapartien Berücksichtigung. Dabei schoss er zehn Tore. 2002 bestritt er 14 Erstligaspiele (zwei Tore) für Bella Vista. Anschließend verpflichtete ihn Racing Ferrol. Für die Galicier lief er ab seinem ersten Einsatz am 5. Januar 2003 bis zu seinem letzten Mitwirken am 11. Mai 2003 in zwölf Begegnungen (kein Tor) der Segunda División auf. In der ersten Jahreshälfte 2004 kam er im Rahmen eines Engagements beim Drittligisten Yeclano CF 13-mal (kein Tor) in der Liga zum Einsatz. Weitere Karrierestationen waren erneut Defensor Sporting in der Saison 2004 (sieben Spiele/kein Tor) und in der Spielzeit 2006/07 (6/0) der Racing Club de Montevideo. 2007 war er noch für den Club Atlético Progreso aktiv.

### Nationalmannschaft
Martínez nahm mit der uruguayischen U-20-Auswahl an der U-20-Südamerikameisterschaft 1991 und belegte mit der Mannschaft den dritten Turnierrang. Im Verlaufe des Turniers wurde er von Trainer Juan José Duarte sechsmal (kein Tor) eingesetzt. Im selben Jahr bestritt er mit der Celeste auch die Junioren-Fußballweltmeisterschaft 1991, bei der er mit der Mannschaft aber bereits in der Gruppenphase ausschied.
Martínez debütierte am 29. November 1992 bei der 0:1-Niederlage im Freundschaftsländerspiel gegen die polnische Auswahl in der uruguayischen A-Nationalmannschaft, als ihn Trainer Luis Alberto Cubilla in die Startelf beorderte. Erst am 19. Oktober 1994 bestritt er sodann beim Debüt des Nationaltrainers Héctor Núñez sein zweites Länderspiel im Rahmen der Copa Parra del Riego gegen Peru. Wiederum zweieinhalb Jahre dauerte es, bis der nun für die uruguayische Nationalelf verantwortliche Juan Ahuntchaín am 2. April 1997 im WM-Qualifikationsspiel gegen Venezuela auf Martínez’ Dienste zurückgriff. Danach wurde er erst wieder von Víctor Púa für die Copa América 2001 berücksichtigt. Bei diesem Turnier lief er fünfmal im Nationaltrikot auf. Sein letzter Einsatz für die Nationalmannschaft datiert vom 29. Juli 2001 beim dortigen Spiel um Platz 3 gegen Honduras. Insgesamt absolvierte er acht Länderspiele und schoss ein Tor.

### Erfolge
- Uruguayischer Meister: 1993, 1994